# フォートリー (ニュージャージー州)
フォートリー（Fort Lee）は、アメリカ合衆国ニュージャージー州のバーゲン郡にある町（ボロ）。人口は4万0191人（2020年）。ハドソン川西岸の台地に位置しており、標高は約80メートルである。対岸はニューヨーク市マンハッタンの北端であるワシントンハイツ地区である。長大なジョージ・ワシントン・ブリッジが両地区を結んでいる。

## 概要
ニューヨーク州のウエストチェスター郡と並び、ニューヨーク市近郊で多くの日本人駐在員の家族が居住する町である。理由としては、ニュージャージー州北部に日本企業の事業所が多数あること、マンハッタンに近く通勤に便利であること、治安が比較的良好で緑が多く住環境にも優れていること、手ごろな家族向け賃貸物件も豊富にあることが挙げられる。またマンハッタン内にあるコロンビア大学や、ニューアーク市にあるラトガース大学等へのアクセスも可能であることから、これらの大学等に通学する学生や客員教授、研究員などの日本人家族も多い。
フォートリーと南に隣接するクリフサイド・パーク、エッジウォーターなどの町に日本人駐在員の家族が数多く住むようになったのは1980年代以降のことである。同地域にはミツワマーケットプレイス（旧ヤオハン）などの日系スーパー、日本食レストラン、書店等の日本人向け店舗や日本人学校などの教育施設が充実するようになり「ミニ日本人街」と呼べるようなエリアが形成された。近年は韓国系の住民が急増しており、大規模なコリアタウンを形成している。
フォートリーは、高台でありマンハッタンの景色を望む風光明媚な地勢である。近年は高層住宅が増えているが、町の大部分は低層の住宅街が広がっている。大きな公園や緑地が点在し、自然環境も良好である。大型ショッピングモールが多数あり、街内に24時間営業の大型スーパー等もあるため、買い物にも便利である。ただし、公共交通機関はバスのみであり、車での生活が中心である。フォートリー以北は富裕層が多い地域となっている。

## 歴史

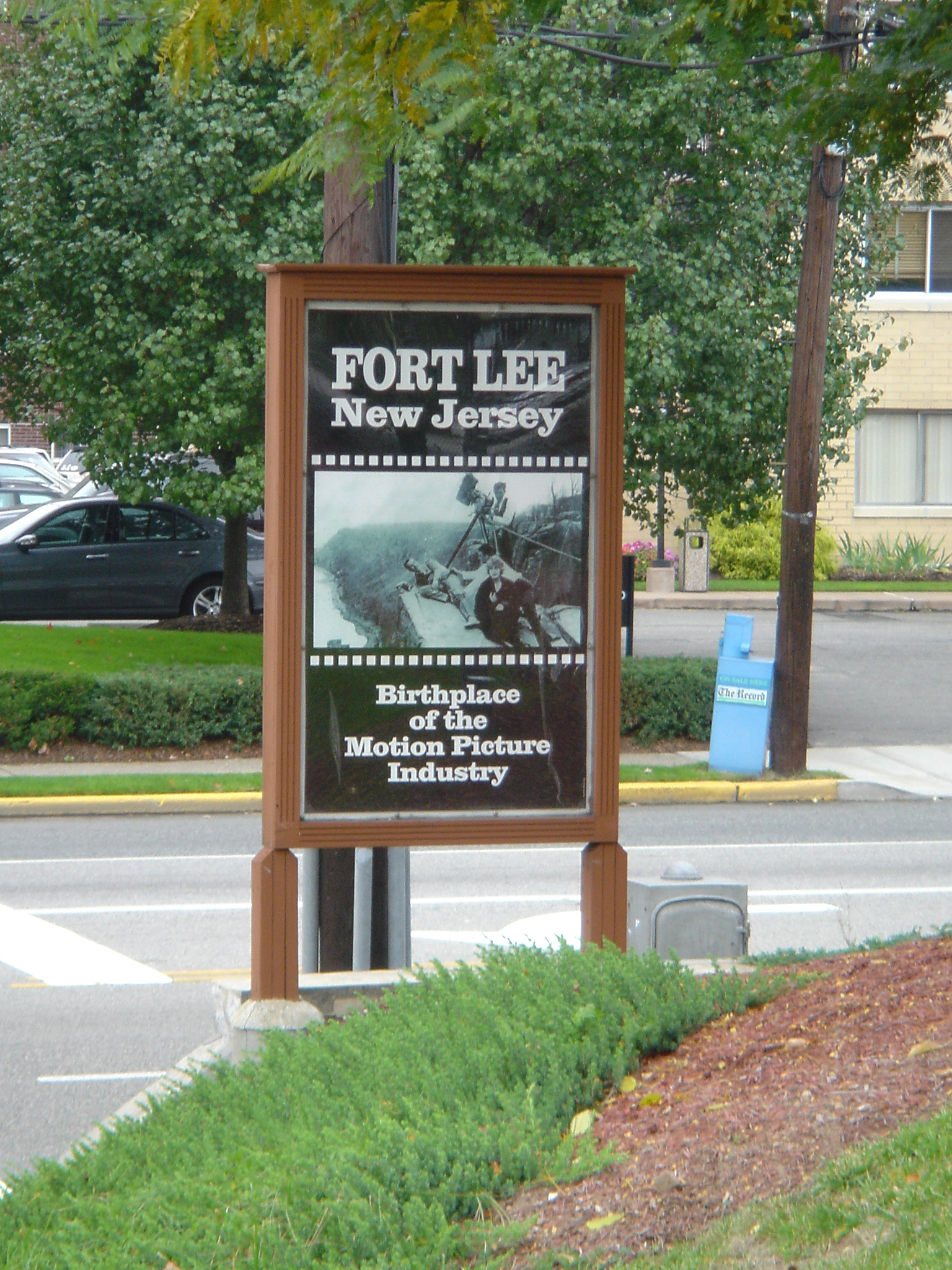
映画の都、フォート・リー

フォートリーの名前の由来は、アメリカ独立戦争時に、ニューヨークを守るため、ジョージ・ワシントンと、後任のチャールズ・リー将軍がキャンプを接営したことから命名されたものである。ジョージ・ワシントンとその一行は、1776年に実際にフォートリーのメイン・ストリートを行進した。1931年、ジョージ・ワシントン・ブリッジが完成すると、フォートリーとマンハッタンのワシントン・ハイツが繋がり、街は繁栄した。

## 映画の都
19世紀から20世紀初頭の映画の創成期においては、フォートリーは現在でいうハリウッドのような地位にあり、映画スタジオが立ち並び、当時のアメリカ映画の中心地であった。トーマス・エジソンが映画を開発し、世界で初めてニュージャージー州オレンジにスタジオを建設。その後、フォートリーを中心に映画スタジオが多数建設されることになった。しかし、1910年代以降、映画スタジオが雨を避ける、エジソンのトラスト（MPPC）による映画特許料の圧力から逃れる等の理由により、カリフォルニア州のハリウッドに次々と拠点を移していくこととなり、1930年代にはほとんどの映画スタジオが移転を完了した。
現在でもフォートリーの郵便局に行くと、当時のイメージが壁面に描かれている。

## 民族構成
2020年アメリカ合衆国国勢調査によれば、町の人口の約44パーセントはアジア系で、大半は韓国系だった。白人は約43パーセント、ヒスパニックは約13パーセントだった。近隣のパリセイズ・パークでも同様の傾向が見られた。

## 学校
公立の小学校が4校（No.1～No.4）、中学校、高校がある。日本人の駐在員家族も多く、現地校にも多くの日本人の子供が通学している。韓国系住人も多いため、学校によってはアジア系の子供の人口が半数を占める場合もある。
フォートリーのすぐ北側には、認可日本人学校であるニューヨーク育英学園があり、同学園に通学している日本人の子供も多い。また、ニュージャージー日本人学校へもバスで通学できる距離にある。その他、バーゲン郡北部は裕福な家庭が居住する地域でもあるため、有名私立学校も付近に点在しており、それらの学校へも通学圏内にある。

## 生活

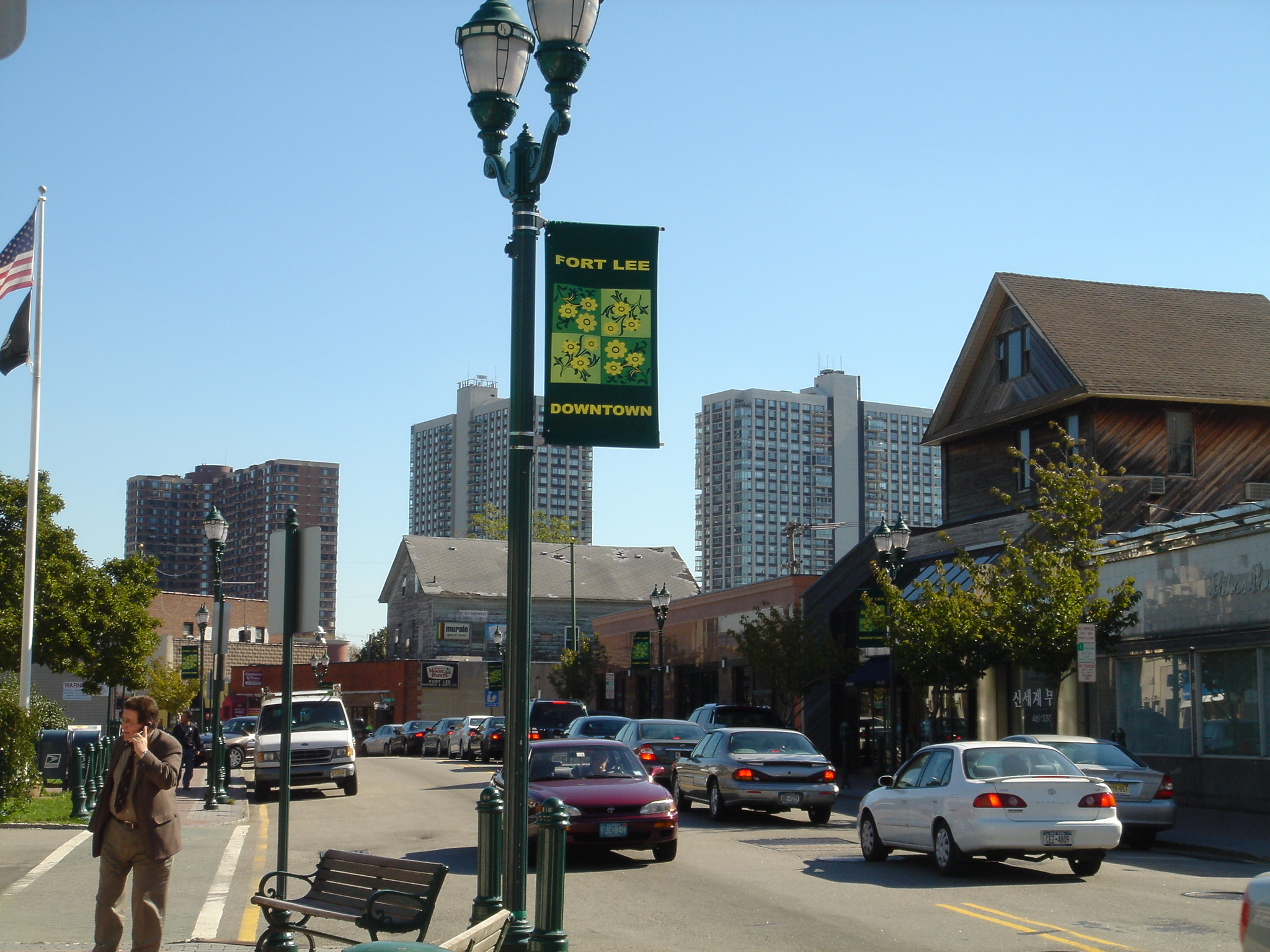
フォートリーの中心部

韓国系のスーパーも含め、アジア系住民が多いため、日本食の食材に不自由することはない。フォートリーの南部のエッジウオーターには、日本食料品スーパーを中心とするショッピングセンター「ミツワマーケットプレイス」があり（フォートリーからは車で10分程度の距離）、ほとんどの日本製品はこれらの店舗で手に入れることができる。
また、日本食レストラン、ラーメン店、寿司店、日系の美容室、合気道・剣道の道場等も付近に存在している。著名な韓国レストランもあり、日本人にも人気である。
マンハッタンからのバスは、ミッドタウンにあるポート・オーソリティ・バスターミナルからリンカーン・トンネルを経由するルートと、175丁目のバスターミナルからジョージ・ワシントン・ブリッジを経由するルートの二通りがあり、いずれもニュージャージー・トランジットの大型バスを利用することができる。リンカーン・トンネル経由の場合、多くのバスの終点になっており、ミッドタウンからの所要時間は約40分から1時間程度である。ジョージ・ワシントン・ブリッジを経由する場合は、所要時間は約5分から10分程度である。

## 遊園地の街
かつてフォートリーには、パリセイズ・アミューズメント・パークと呼ばれる人気のある遊園地があった。東海岸のディズニーランドと呼ばれるほどの人気を博したが、住人の反対運動によって閉鎖されてしまった。現在、フォートリー歴史博物館で当時の写真を見ることができる。